# Sanguina

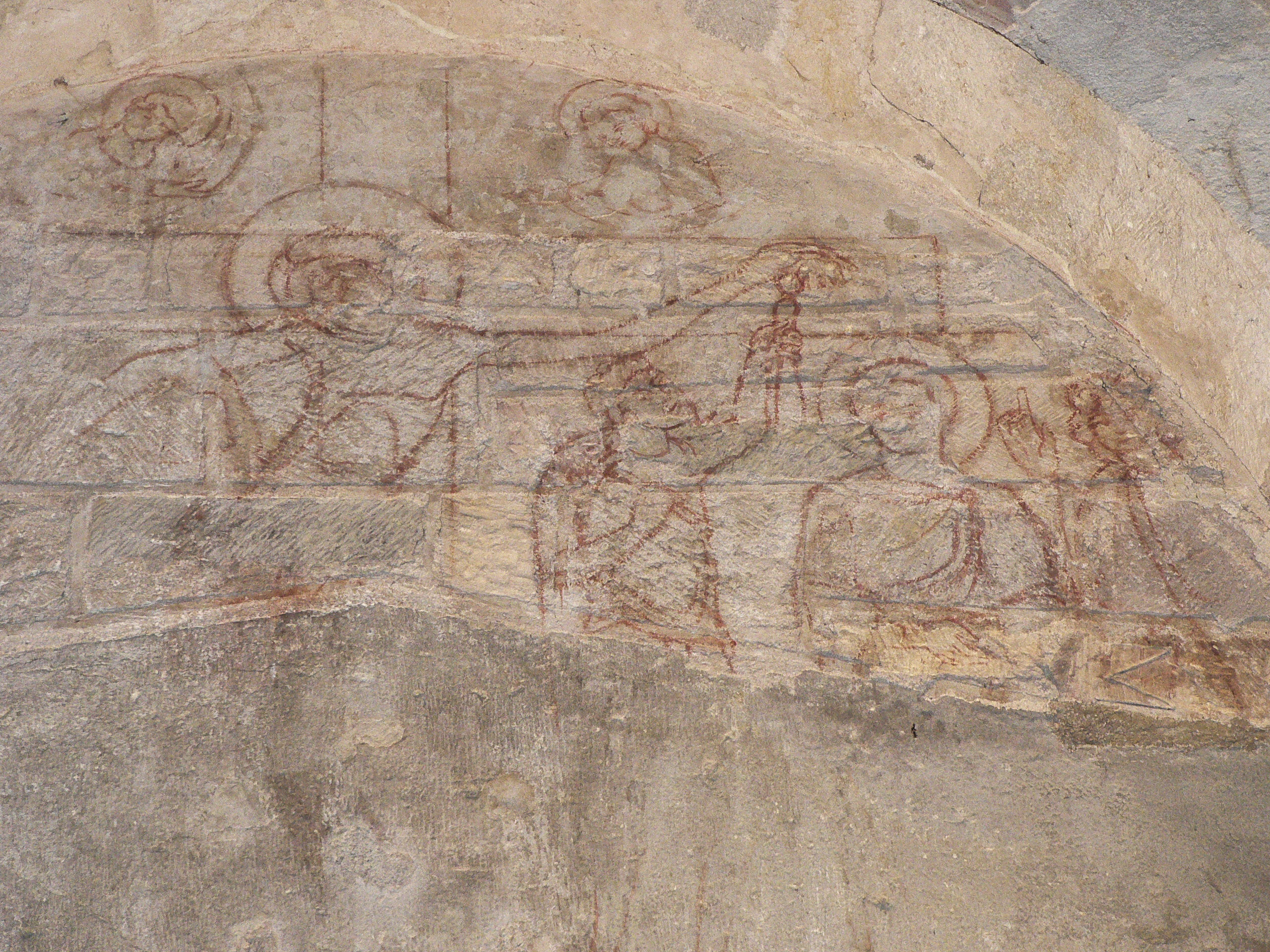
Dibujo a la sanguina

La sanguina (del francés sanguine, en castellano ‘lápiz rojo o colorado’) es una técnica pictórica basada en una variedad de óxido férrico llamada hematita, que se presenta bajo la forma de polvo, barra o placa. Puede tener distintas tonalidades, todas ellas en la gama del rojo —de allí su nombre, ya que recuerda a la sangre—, desde el rojo anaranjado hasta el rojo pardovioláceo. Llamada antiguamente sinopia —por la ciudad turca de Sinope, de donde procedía la hematites—, fue utilizada en principio para dibujos preparatorios del fresco: el trazado de sanguina era aplicado directamente sobre el revestimiento del muro que se iba a pintar. La sanguina se convirtió en técnica de dibujo propiamente dicha a finales del siglo XIV: fue empleada entonces sobre un soporte de papel, bien bajo su forma sólida —trazo dejado por la barra de sanguina—, bien bajo su forma líquida —agua aplicada con el pincel—, y mezclada a menudo con otras técnicas: plumilla, piedra negra o tiza blanca. Las cualidades esenciales de este material son la luminosidad y el poder ilusionista en el acabado de las encarnaciones, que hacen de esta técnica la ideal para dos tipos de estudio: el retrato y el desnudo. La sanguina ha sido utilizada por numerosos pintores, especialmente Leonardo, Miguel Ángel, Pontormo, Claudio de Lorena, Charles Le Brun, Jean-Honoré Fragonard y los impresionistas franceses Manet, Renoir, Morisot, etc.